# Grażyna Miller
Grażyna Miller (ur. 29 stycznia 1957 w Jedwabnem, zm. 17 sierpnia 2009) – polsko-włoska poetka i tłumaczka. Od 1983 mieszkała we Włoszech.
Była tłumaczką poematu Jana Pawła II Tryptyk rzymski (Medytacje) (2003).

## Życiorys
Urodziła się 29 stycznia 1957 r. w Jedwabnem, bo mieszkająca w Świnoujściu mama Halina odwiedzała akurat rodzinę w pobliskim Kotowie. Pięć lat później rodzina Millerów na stałe osiadła w Łomży, gdzie ukończyła (dziś nieistniejącą) Szkołę Podstawową nr 3 i Liceum Ogólnokształcące im. Tadeusza Kościuszki. Po studium pedagogicznym uczyła dzieci polskiego i pilotowała wycieczki zagraniczne.
Od wczesnego dzieciństwa pisała wiersze. Po okresie licealnym, w latach pobytu w Polsce poetka pracowała i studiowała jednocześnie. Z pasją literacką i z zamiłowaniem pedagogicznym, tuż po ukończeniu studiów pedagogicznych, rozpoczęła pracę, jako nauczycielka języka polskiego. Od 1983 mieszkała we Włoszech. Na początku swego pobytu studiowała język włoski na Uniwersytecie w Sienie. Podczas swego pobytu na Sycylii wyszczególniła się współpracą ze Stowarzyszeniem Sycylijsko-Polskim w propagowaniu tradycji i kultury rodzinnego kraju. W Rzymie, jako dziennikarka współpracowała z czasopismami o charakterze literacko-kulturalnym. Zajmowała się publicystyką i krytyką literacką oraz studiowaniem i tłumaczeniem autorów literatury współczesnej, a przede wszystkim tłumaczeniem poezji Karola Wojtyły.
Twórczością literacką Grażyny Miller interesowała się nie tylko prasa polska („Życie Warszawy” z 4 kwietnia 2004, „Dziennik Polski” nr 130 z 2001 r., „Kurier Poranny” z 9 i 22 czerwca 2001, „Gazeta Krakowska” z 5 czerwca 2001, „Gazeta Współczesna” z 15–17 czerwca 2001); włoska („L’Osservatore Romano” z 9 kwietnia 2003, 18 maja 2003, „Il Messaggero” z 10 marca 2003, „La Sicilia” z 28 września 2003, „Il Tempo” z 23 czerwca 2004, „Il Mattino” z 6 maja 2001, „Corriere della Sera” z 9 marca 2003); ale również hiszpańska i amerykańska. Między innymi czasopismo włosko-amerykańskie „Bel Paese”, wychodzące w USA, przeznaczało, przez długi czas, stałą rubrykę dla jej poezji.
W telewizji Antenna Sicilia poetka, przez pewien czas, miała swój kącik poezji recytowanej na żywo.
Religijna telewizja Telepace przekazała na gorąco prezentację jej książki Alibi motyla (Alibi di una farfalla (wł.)), gdzie między innymi znajduje się kilka tłumaczeń poezji Karola Wojtyły.
Także włoskie publiczne radio i telewizja (Rai) poświęciły uwagę jej poezji.
Radio Watykańskie zadedykowało jej kilka obszernych wywiadów, tak w programie włoskim, jak i w programie Sekcji Polskiej Radia Watykańskiego, z odczytem jej wierszy.
Godny uwagi jest również udział Grażyny Miller w manifestacji „International Poetry Contest” – „Jedna poezja dla pokoju”, organizowanej przez turyńskie Study Centre „Anna Kuliscioff” (z udziałem Prezydenta Republiki Włoch, wielu ambasad i instytucji międzynarodowych), czym dała jeszcze jedno świadectwo swojego humanitarnego zobowiązania wobec jej powołania, jako poetki.
Ceremonia złożenia do grobu odbyła się 27 sierpnia 2009 roku na cmentarzu w Łomży.

## Tłumaczenia
W lutym 2003 roku przetłumaczyła na język włoski Tryptyk rzymski (Medytacje) Jana Pawła II, opublikowany przez Libreria Editrice Vaticana (oficjalne wydawnictwo watykańskie), z prezentacją kard. Josepha Ratzingera.
Oficjalna inauguracja włoskiej wersji Tryptyku rzymskiego odbyła się w Sala Stampa Vaticana 6 marca 2003 w obecności Jana Pawła II.

## Twórczość
W języku włoskim zostały wydane trzy zbiory jej poezji:
- Curriculum. Lalli Editore, 1988. (wł.). Brak numerów stron w książce
- Sull’onda del respiro (Na fali oddechu). Edizioni dell’Oleandro, 2001. ISBN 88-86600-76-3. (wł.). Brak numerów stron w książce
- Alibi di una farfalla (Alibi motyla). Ila-Palma, 2002. ISBN 88-7704-462-4. (wł.). Brak numerów stron w książce

Współpracowała z kilkoma czasopismami literackimi i kulturalno-oświatowymi (Scena Illustrata, Il Corriere di Roma, Il giornale dei poeti). Opublikowała ponad 70 krytyk literackich.

## Nagrody i wyróżnienia
- we Włoszech:
  - Nagroda Ministra Kultury Włoch 2002 – Rzym
  - Krajowa Nagroda Dziennikarstwa i Literatury Alghero – Donna (2004) – Sardegna (Alghero)
  - Krajowa Nagroda Poezji Religijnej (2001) – Benewent
  - Międzynarodowa Nagroda Luigi Vanvitelli (2001) – Caserta
  - Międzynarodowa Nagroda Città di Marineo (2002) – Sycylia (Marineo)
- w Polsce:
  - Nagroda Międzynarodowa „Najlepsi roku 2001” i Złoty Medal na Uniwersytecie Jagiellońskim w Krakowie[1]
- w Hiszpanii:
  - Nagroda Międzynarodowa „Cartagine” (2003) („Cartago”) – Cartagena